# NASCAR Winston Cup 1998
De NASCAR Winston Cup 1998 was het 50e seizoen van het belangrijkste NASCAR kampioenschap dat in de Verenigde Staten gehouden wordt. Het seizoen startte op 15 februari met de Daytona 500, voorafgegaan door de exhibitiewedstrijd Budweiser Shootout en de Daytona kwalificatieraces Gatorade 125s en eindigde op 8 november met de NAPA 500. Jeff Gordon won de titel voor de derde keer in zijn carrière. De trofee rookie of the year werd gewonnen door Kenny Irwin.

## Races
Top drie resultaten, exhibitie- en kwalificatiewedstrijden staan niet vermeld.
| '  | Datum  | Race                              | Circuit                         | Winnaar         | Tweede          | Derde           |
| 1  | 15-feb | Daytona 500                       | Daytona International Speedway  | Dale Earnhardt  | Bobby Labonte   | Jeremy Mayfield |
| 2  | 22-feb | GM Goodwrench Service Plus 400    | North Carolina Speedway         | Jeff Gordon     | Rusty Wallace   | Mark Martin     |
| 3  | 1-mrt  | Las Vegas 400                     | Las Vegas Motor Speedway        | Mark Martin     | Jeff Burton     | Rusty Wallace   |
| 4  | 9-mrt  | Primestar 500                     | Atlanta Motor Speedway          | Bobby Labonte   | Dale Jarrett    | Jeremy Mayfield |
| 5  | 21-mrt | TranSouth Financial 400           | Darlington Raceway              | Dale Jarrett    | Jeff Gordon     | Rusty Wallace   |
| 6  | 29-mrt | Food City 500                     | Bristol Motor Speedway          | Jeff Gordon     | Terry Labonte   | Dale Jarrett    |
| 7  | 5-apr  | Texas 500                         | Texas Motor Speedway            | Mark Martin     | Chad Little     | Robert Pressley |
| 8  | 19-apr | Goody's Headache Powder 500       | Martinsville Speedway           | Bobby Hamilton  | Ted Musgrave    | Dale Jarrett    |
| 9  | 26-apr | DieHard 500                       | Talladega Superspeedway         | Bobby Labonte   | Jimmy Spencer   | Dale Jarrett    |
| 10 | 3-mei  | California 500                    | California Speedway             | Mark Martin     | Jeremy Mayfield | Terry Labonte   |
| 11 | 24-mei | Coca-Cola 600                     | Charlotte Motor Speedway        | Jeff Gordon     | Rusty Wallace   | Bobby Labonte   |
| 12 | 31-mei | MBNA Platinum 400                 | Dover International Speedway    | Dale Jarrett    | Jeff Burton     | Jeff Gordon     |
| 13 | 6-jun  | Pontiac Excitement 400            | Richmond International Raceway  | Terry Labonte   | Dale Jarrett    | Rusty Wallace   |
| 14 | 14-jun | Miller Lite 400                   | Michigan International Speedway | Mark Martin     | Dale Jarrett    | Jeff Gordon     |
| 15 | 21-jun | Pocono 500                        | Pocono Raceway                  | Jeremy Mayfield | Jeff Gordon     | Dale Jarrett    |
| 16 | 28-jun | Save Mart/Kragen 350              | Infineon Raceway                | Jeff Gordon     | Bobby Hamilton  | John Andretti   |
| 17 | 12-jul | Jiffy Lube 300                    | New Hampshire Motor Speedway    | Jeff Burton     | Mark Martin     | Jeff Gordon     |
| 18 | 26-jul | Pennsylvania 500                  | Pocono Raceway                  | Jeff Gordon     | Mark Martin     | Jeff Burton     |
| 19 | 1-aug  | Brickyard 400                     | Indianapolis Motor Speedway     | Jeff Gordon     | Mark Martin     | Bobby Labonte   |
| 20 | 9-aug  | The Bud At The Glen               | Watkins Glen International      | Jeff Gordon     | Mark Martin     | Mike Skinner    |
| 21 | 16-aug | Pepsi 400                         | Michigan International Speedway | Jeff Gordon     | Bobby Labonte   | Dale Jarrett    |
| 22 | 22-aug | Goody's Headache Powder 500       | Bristol Motor Speedway          | Mark Martin     | Jeff Burton     | Rusty Wallace   |
| 23 | 30-aug | Farm Aid on CMT 300               | New Hampshire Motor Speedway    | Jeff Gordon     | Mark Martin     | John Andretti   |
| 24 | 6-sep  | Pepsi Southern 500                | Darlington Raceway              | Jeff Gordon     | Jeff Burton     | Dale Jarrett    |
| 25 | 12-sep | Exide NASCAR Select Batteries 400 | Richmond International Raceway  | Jeff Burton     | Jeff Gordon     | Mark Martin     |
| 26 | 20-sep | MBNA Gold 400                     | Dover International Speedway    | Mark Martin     | Jeff Gordon     | Jeremy Mayfield |
| 27 | 27-sep | NAPA Autocare 500                 | Martinsville Speedway           | Ricky Rudd      | Jeff Gordon     | Mark Martin     |
| 28 | 4-okt  | UAW-GM Quality 500                | Charlotte Motor Speedway        | Mark Martin     | Ward Burton     | Jeff Burton     |
| 29 | 11-okt | Winston 500                       | Talladega Superspeedway         | Dale Jarrett    | Jeff Gordon     | Terry Labonte   |
| 30 | 17-okt | Pepsi 400                         | Daytona International Speedway  | Jeff Gordon     | Bobby Labonte   | Mike Skinner    |
| 31 | 25-okt | Dura Lube/Kmart 500               | Phoenix International Raceway   | Rusty Wallace   | Mark Martin     | Dale Earnhardt  |
| 32 | 1-nov  | AC Delco 400                      | North Carolina Speedway         | Jeff Gordon     | Dale Jarrett    | Rusty Wallace   |
| 33 | 8-nov  | NAPA 500                          | Atlanta Motor Speedway          | Jeff Gordon     | Dale Jarrett    | Mark Martin     |

## Eindstand - Top 10
| 1  | Jeff Gordon     | 5328 |
| 2  | Mark Martin     | 4964 |
| 3  | Dale Jarrett    | 4619 |
| 4  | Rusty Wallace   | 4501 |
| 5  | Jeff Burton     | 4415 |
| 6  | Bobby Labonte   | 4180 |
| 7  | Jeremy Mayfield | 4157 |
| 8  | Dale Earnhardt  | 3928 |
| 9  | Terry Labonte   | 3901 |
| 10 | Bobby Hamilton  | 3786 |